# Coupe du monde d'escalade de 2016
Pour un article plus général, voir 2016 en escalade.
Navigation
27e édition 29e édition
La coupe du monde d'escalade de 2016 est la 28e édition de la coupe du monde d'escalade. En 2016, cette série d'épreuves débute le 15 avril, et se termine le 27 novembre. Elle compte 16 étapes comprenant sept épreuves de difficulté, sept de bloc et sept de vitesse.

## Classement général
| Catégories | Or              | Or         | Argent            | Argent     | Bronze            | Bronze     |
| ---------- | --------------- | ---------- | ----------------- | ---------- | ----------------- | ---------- |
| Difficulté | Domen Skofic    | 472 points | Jakob Schubert    | 402 points | Romain Desgranges | 380 points |
| Difficulté | Janja Garnbret  | 530 points | Anak Verhoeven    | 495 points | Jain Kim          | 395 points |
| Bloc       | Tomoa Narasaki  | 462 points | Kokoro Fujii      | 395 points | Aleksei Rubtsov   | 372 points |
| Bloc       | Shauna Coxsey   | 560 points | Miho Nonaka       | 446 points | Mélissa Le Nevé   | 368 points |
| Vitesse    | Marcin Dzieński | 485 points | Stanislav Kokorin | 366 points | Danyil Boldyrev   | 363 points |
| Vitesse    | Iuliia Kaplina  | 520 points | Anouck Jaubert    | 506 points | Klaudia Buczek    | 398 points |
| Combiné    | Sean McColl (2) | 538 points | Jakob Schubert    | 439 points | Kokoro Fujii      | 423 points |
| Combiné    | Janja Garnbret  | 596 points | Akiyo Noguchi     | 447 points | Jessica Pilz      | 286 points |

## Étapes
| Dates                             | Lieu        | Difficulté | Bloc     | Vitesse  |
| --------------------------------- | ----------- | ---------- | -------- | -------- |
| 15 avril 2016-16 avril 2016       | Meiringen   | -          | X        | -        |
| 23 avril 2016-24 avril 2016       | Kazo        | -          | X        | -        |
| 30 avril 2016-1er mai 2016        | Chongqing   | -          | X        | X        |
| 7 mai 2016                        | Nanjing     | -          | -        | X        |
| 14 mai 2016-15 mai 2016           | Navi Mumbai | -          | X        | -        |
| 20 mai 2016-21 mai 2016           | Innsbruck   | -          | X        | -        |
| 10 juin 2016-11 juin 2016         | Vail        | -          | X        | -        |
| 11 juillet 2016-12 juillet 2016   | Chamonix    | X          | -        | X        |
| 15 juillet 2016-16 juillet 2016   | Villars     | X          | -        | X        |
| 22 juillet 2016-23 juillet 2016   | Briançon    | X          | -        | -        |
| 12 août 2016-13 août 2016         | Munich      | -          | X        | -        |
| 19 août 2016-20 août 2016         | Imst        | X          | -        | -        |
| 26 août 2016-27 août 2016         | Arco        | X          | -        | X        |
| 18 octobre 2016-19 octobre 2016   | Wujiang     | -          | -        | X        |
| 22 octobre 2016-23 octobre 2016   | Xiamen      | X          | -        | X        |
| 26 novembre 2016-27 novembre 2016 | Kranj       | X          | -        | -        |
| Total : 16 étapes                 |             | 7 étapes   | 7 étapes | 7 étapes |

## Podiums des étapes

### Difficulté

#### Hommes
| Étapes      | Lieu              | Or                    | Argent             | Bronze             |
| ----------- | ----------------- | --------------------- | ------------------ | ------------------ |
| 11 juillet  | Chamonix (France) | Domen Skofic (2)      | Stefano Ghisolfi   | Jakob Schubert     |
| 15 juillet  | Villars (Suisse)  | Sean McColl (3)       | Keiichiro Korenaga | Thomas Joannes     |
| 22 juillet  | Briançon (France) | Domen Skofic (3)      | Romain Desgranges  | Sean McColl        |
| 19 août     | Imst (Autriche)   | Domen Skofic (4)      | Jakob Schubert     | Gautier Supper     |
| 26 août     | Arco (Italie)     | Romain Desgranges (2) | Jakob Schubert     | Dmitrii Fakirianov |
| 22 octobre  | Xiamen (Chine)    | Stefano Ghisolfi (2)  | Dmitrii Fakirianov | Jakob Schubert     |
| 26 novembre | Kranj (Slovénie)  | Sebastian Halenke     | Domen Skofic       | Jakob Schubert     |

#### Femmes
| Étapes      | Lieu              | Or                 | Argent         | Bronze         |
| ----------- | ----------------- | ------------------ | -------------- | -------------- |
| 11 juillet  | Chamonix (France) | Janja Garnbret     | Anak Verhoeven | Jain Kim       |
| 15 juillet  | Villars (Suisse)  | Janja Garnbret (2) | Anak Verhoeven | Jain Kim       |
| 22 juillet  | Briançon (France) | Janja Garnbret (3) | Jessica Pilz   | Magdalena Röck |
| 19 août     | Imst (Autriche)   | Magdalena Röck (2) | Mina Markovic  | Jain Kim       |
| 26 août     | Arco (Italie)     | Anak Verhoeven     | Jain Kim       | Janja Garnbret |
| 22 octobre  | Xiamen (Chine)    | Janja Garnbret (4) | Anak Verhoeven | Jain Kim       |
| 26 novembre | Kranj (Slovénie)  | Anak Verhoeven (2) | Akiyo Noguchi  | Janja Garnbret |

### Bloc

#### Hommes
| Étapes   | Lieu                 | Or                  | Argent             | Bronze          |
| -------- | -------------------- | ------------------- | ------------------ | --------------- |
| 15 avril | Meiringen (Suisse)   | Aleksei Rubtsov (2) | Martin Stranik     | Jorg Verhoeven  |
| 23 avril | Kazo (Japon)         | Rustam Gelmanov (6) | Michael Piccolruaz | Kokoro Fujii    |
| 30 avril | Chongqing (Chine)    | Tomoa Narasaki      | Jan Hojer          | Jongwon Chon    |
| 14 mai   | Navi Mumbai (Inde)   | Kokoro Fujii        | Tomoa Narasaki     | Aleksei Rubtsov |
| 20 mai   | Innsbruck (Autriche) | Jongwon Chon (2)    | Tomoa Narasaki     | Sean McColl     |
| 10 juin  | Vail (États-Unis)    | Kokoro Fujii (2)    | Tomoa Narasaki     | Aleksei Rubtsov |
| 12 août  | Munich (Allemagne)   | Tomoa Narasaki (2)  | Jongwon Chon       | Aleksei Rubtsov |

#### Femmes
| Étapes   | Lieu                 | Or                   | Argent          | Bronze           |
| -------- | -------------------- | -------------------- | --------------- | ---------------- |
| 15 avril | Meiringen (Suisse)   | Shauna Coxsey (4)    | Mélissa Le Nevé | Megan Mascarenas |
| 23 avril | Kazo (Japon)         | Shauna Coxsey (5)    | Mélissa Le Nevé | Miho Nonaka      |
| 30 avril | Chongqing (Chine)    | Shauna Coxsey (6)    | Akiyo Noguchi   | Miho Nonaka      |
| 14 mai   | Navi Mumbai (Inde)   | Miho Nonaka          | Monika Retschy  | Akiyo Noguchi    |
| 20 mai   | Innsbruck (Autriche) | Shauna Coxsey (7)    | Janja Garnbret  | Miho Nonaka      |
| 10 juin  | Vail (États-Unis)    | Megan Mascarenas (2) | Shauna Coxsey   | Anna Stöhr       |
| 12 août  | Munich (Allemagne)   | Miho Nonaka (2)      | Shauna Coxsey   | Akiyo Noguchi    |

### Vitesse

#### Hommes
| Étapes     | Lieu              | Or                            | Argent           | Bronze                    |
| ---------- | ----------------- | ----------------------------- | ---------------- | ------------------------- |
| 30 avril   | Chongqing (Chine) | Dmitrii Timofeev (2)          | Libor Hroza      | Danyil Boldyrev           |
| 7 mai      | Nanjing (Chine)   | Reza Alipourshenazandifar (3) | Libor Hroza      | Marcin Dzieński           |
| 11 juillet | Chamonix (France) | Marcin Dzieński (2)           | Libor Hroza      | Reza Alipourshenazandifar |
| 15 juillet | Villars (Suisse)  | Marcin Dzieński (3)           | Danyil Boldyrev  | Stanislav Kokorin         |
| 26 août    | Arco (Italie)     | Marcin Dzieński (4)           | Danyil Boldyrev  | Bassa Mawem               |
| 18 octobre | Wujiang (Chine)   | QiXin Zhong (12)              | Vladislav Deulin | Marcin Dzieński           |
| 22 octobre | Xiamen (Chine)    | Stanislav Kokorin (10)        | Bassa Mawem      | QiXin Zhong               |

#### Femmes
| Étapes     | Lieu              | Or                 | Argent               | Bronze               |
| ---------- | ----------------- | ------------------ | -------------------- | -------------------- |
| 30 avril   | Chongqing (Chine) | Iuliia Kaplina (7) | Klaudia Buczek       | Aleksandra Rudzinska |
| 7 mai      | Nanjing (Chine)   | Iuliia Kaplina (8) | Alla Marenych        | Anna Tsyganova       |
| 11 juillet | Chamonix (France) | Anouck Jaubert (4) | Aleksandra Rudzinska | Anna Tsyganova       |
| 15 juillet | Villars (Suisse)  | Anouck Jaubert (5) | Iuliia Kaplina       | Elma Fleuret         |
| 26 août    | Arco (Italie)     | Anouck Jaubert (6) | Iuliia Kaplina       | Klaudia Buczek       |
| 18 octobre | Wujiang (Chine)   | Anouck Jaubert (7) | Iuliia Kaplina       | Aleksandra Rudzinska |
| 22 octobre | Xiamen (Chine)    | Klaudia Buczek     | Iuliia Kaplina       | Anna Tsyganova       |

## Classements

### Difficulté
| Place | Grimpeur          | Étape de coupe du monde | Étape de coupe du monde | Étape de coupe du monde | Étape de coupe du monde | Étape de coupe du monde | Étape de coupe du monde | Étape de coupe du monde | Total de points |
| Place | Grimpeur          | [ 1 ]                   | [ 2 ]                   | [ 3 ]                   | [ 4 ]                   | [ 5 ]                   | [ 6 ]                   | [ 7 ]                   | Total de points |
| ----- | ----------------- | ----------------------- | ----------------------- | ----------------------- | ----------------------- | ----------------------- | ----------------------- | ----------------------- | --------------- |
| 1er   | Domen Skofic      | 100 (1er)               | 25 (13e)                | 100 (1er)               | 100 (1er)               | 55 (4e)                 | 37 (9e)                 | 80 (2e)                 | 472             |
| 2e    | Jakob Schubert    | 65 (3e)                 | 47 (6e)                 | 40 (8e)                 | 80 (2e)                 | 80 (2e)                 | 65 (3e)                 | 65 (3e)                 | 402             |
| 3e    | Romain Desgranges | 51 (5e)                 | 4 (27e)                 | 80 (2e)                 | 55 (4e)                 | 100 (1er)               | 51 (5e)                 | 43 (7e)                 | 380             |
| 4e    | Stefano Ghisolfi  | 80 (2e)                 | 37 (9e)                 | 37 (9e)                 | 47 (6e)                 | 37 (9e)                 | 100 (1er)               | 55 (4e)                 | 356             |
| 5e    | Gautier Supper    | 55 (4e)                 | 25 (13e)                | 55 (4e)                 | 65 (3e)                 | 9 (22e)                 | 55 (4e)                 | 26 (13e)                | 281             |
| 6e    | Sean McColl       | 43 (7e)                 | 100 (1er)               | 65 (3e)                 | -                       | -                       | 34 (10e)                | 37 (9e)                 | 279             |
| 7e    | Sebastian Halenke | 47 (6e)                 | 5 (26e)                 | 5 (26e)                 | 51 (5e)                 | 47 (6e)                 | -                       | 100 (1er)               | 255             |
| 8e    | Thomas Joannes    | 24 (14e)                | 65 (3e)                 | 22 (15e)                | 31 (11e)                | 31 (11e)                | 47 (6e)                 | 34 (10e)                | 232             |
| 9e    | Masahiro Higuchi  | 26 (13e)                | 43 (7e)                 | 51 (5e)                 | 26 (13e)                | -                       | 43 (7e)                 | 24 (14e)                | 213             |
| 10e   | Urban Primozic    | 12 (20e)                | 51 (5e)                 | 43 (7e)                 | 18 (17e)                | 28 (12e)                | -                       | 47 (6e)                 | 199             |

| - Vainqueur - 2e place - 3e place | - Finaliste - Demi-finaliste - Classé, dans les points | - Classé, hors des points - Disqualifié (Dq.) - N'a pas participé ( - ) |

| Place | Grimpeur         | Étape de coupe du monde | Étape de coupe du monde | Étape de coupe du monde | Étape de coupe du monde | Étape de coupe du monde | Étape de coupe du monde | Étape de coupe du monde | Total de points |
| Place | Grimpeur         | [ 8 ]                   | [ 9 ]                   | [ 10 ]                  | [ 11 ]                  | [ 12 ]                  | [ 13 ]                  | [ 14 ]                  | Total de points |
| ----- | ---------------- | ----------------------- | ----------------------- | ----------------------- | ----------------------- | ----------------------- | ----------------------- | ----------------------- | --------------- |
| 1re   | Janja Garnbret   | 100 (1re)               | 100 (1re)               | 100 (1re)               | 51 (5e)                 | 65 (3e)                 | 100 (1re)               | 65 (3e)                 | 530             |
| 2e    | Anak Verhoeven   | 80 (2e)                 | 80 (2e)                 | 40 (8e)                 | 55 (4e)                 | 100 (1re)               | 80 (2e)                 | 100 (1re)               | 495             |
| 3e    | Jain Kim         | 65 (3e)                 | 65 (3e)                 | 55 (4e)                 | 65 (3e)                 | 80 (2e)                 | 65 (3e)                 | 47 (6e)                 | 395             |
| 4e    | Magdalena Röck   | 55 (4e)                 | 51 (5e)                 | 65 (3e)                 | 100 (1re)               | 37 (9e)                 | 37 (9e)                 | -                       | 345             |
| 5e    | Mina Markovic    | 47 (6e)                 | 22 (15e)                | -                       | 80 (2e)                 | 51 (5e)                 | 51 (5e)                 | 55 (4e)                 | 306             |
| 6e    | Yuka Kobayashi   | 51 (5e)                 | 43 (7e)                 | 8 (23e)                 | 28 (12e)                | 43 (7e)                 | 31 (11e)                | 43 (7e)                 | 239             |
| 7e    | Mathilde Becerra | 34 (10e)                | 26 (13e)                | 47 (6e)                 | 18 (17e)                | 55 (4e)                 | 34 (10e)                | 40 (8e)                 | 236             |
| 8e    | Julia Chanourdie | 31 (11e)                | 28 (12e)                | 26 (13e)                | 47 (6e)                 | 40 (8e)                 | 47 (6e)                 | 37 (9e)                 | 230             |
| 9e    | Jessica Pilz     | 22 (15e)                | 55 (4e)                 | 80 (2e)                 | -                       | -                       | 40 (8e)                 | 26 (13e)                | 223             |
| 10e   | Hélène Janicot   | 24 (14e)                | 37 (9e)                 | 51 (5e)                 | 31 (11e)                | 28 (12e)                | 26 (13e)                | 1 (29e)                 | 197             |

| - Vainqueur - 2e place - 3e place | - Finaliste - Demi-finaliste - Classé, dans les points | - Classé, hors des points - Disqualifié (Dq.) - N'a pas participé ( - ) |

### Bloc
| Place | Grimpeur        | Étape de coupe du monde | Étape de coupe du monde | Étape de coupe du monde | Étape de coupe du monde | Étape de coupe du monde | Étape de coupe du monde | Étape de coupe du monde | Total de points |
| Place | Grimpeur        | [ 15 ]                  | [ 16 ]                  | [ 17 ]                  | [ 18 ]                  | [ 19 ]                  | [ 20 ]                  | [ 21 ]                  | Total de points |
| ----- | --------------- | ----------------------- | ----------------------- | ----------------------- | ----------------------- | ----------------------- | ----------------------- | ----------------------- | --------------- |
| 1er   | Tomoa Narasaki  | 16 (18e)                | 22 (15e)                | 100 (1er)               | 80 (2e)                 | 80 (2e)                 | 80 (2e)                 | 100 (1er)               | 462             |
| 2e    | Kokoro Fujii    | 35 (9e)                 | 65 (3e)                 | 55 (4e)                 | 100 (1er)               | 34 (10e)                | 100 (1er)               | 40 (8e)                 | 395             |
| 3e    | Alexey Rubtsov  | 100 (1er)               | 26 (13e)                | 51 (5e)                 | 65 (3e)                 | 20 (16e)                | 65 (3e)                 | 65 (3e)                 | 372             |
| 4e    | Jongwon Chon    | 18 (17e)                | 0 (37e)                 | 65 (3e)                 | 55 (4e)                 | 100 (1er)               | 26 (13e)                | 80 (2e)                 | 344             |
| 5e    | Rustam Gelmanov | 28 (12e)                | 100 (1er)               | 37 (9e)                 | 51 (5e)                 | 3 (27e)                 | 51 (5e)                 | 0 (37e)                 | 270             |
| 6e    | Sean McColl     | 12 (20e)                | 43 (7e)                 | 43 (7e)                 | 34 (10e)                | 65 (3e)                 | 47 (6e)                 | -                       | 244             |
| 7e    | Martin Stranik  | 80 (2e)                 | 12 (20e)                | -                       | 14 (19e)                | 47 (6e)                 | 43 (7e)                 | 18 (17e)                | 214             |
| 8e    | Jérémy Bonder   | 26 (13e)                | 55 (4e)                 | 34 (10e)                | 47 (6e)                 | 0 (36e)                 | -                       | 43 (7e)                 | 205             |
| 9e    | Jan Hojer       | 35 (9e)                 | 37 (9e)                 | 80 (2e)                 | 16 (18e)                | 0 (31e)                 | 9 (21e)                 | 0 (33e)                 | 177             |
| 9e    | Jernej Kruder   | 24 (14e)                | 40 (8e)                 | 28 (12e)                | 22 (15e)                | 24 (14e)                | 31 (11e)                | 3 (28e)                 | 169             |

| - Vainqueur - 2e place - 3e place | - Finaliste - Demi-finaliste - Classé, dans les points | - Classé, hors des points - Disqualifié (Dq.) - N'a pas participé ( - ) |

| Place | Grimpeur          | Étape de coupe du monde | Étape de coupe du monde | Étape de coupe du monde | Étape de coupe du monde | Étape de coupe du monde | Étape de coupe du monde | Étape de coupe du monde | Total de points |
| Place | Grimpeur          | [ 22 ]                  | [ 23 ]                  | [ 24 ]                  | [ 25 ]                  | [ 26 ]                  | [ 27 ]                  | [ 28 ]                  | Total de points |
| ----- | ----------------- | ----------------------- | ----------------------- | ----------------------- | ----------------------- | ----------------------- | ----------------------- | ----------------------- | --------------- |
| 1re   | Shauna Coxsey     | 100 (1re)               | 100 (1re)               | 100 (1re)               | 37 (9e)                 | 100 (1re)               | 80 (2e)                 | 80 (2e)                 | 560             |
| 2e    | Miho Nonaka       | 24 (14e)                | 65 (3e)                 | 65 (3e)                 | 100 (1re)               | 65 (3e)                 | 51 (5e)                 | 100 (1re)               | 446             |
| 3e    | Mélissa Le Nevé   | 80 (2e)                 | 80 (2e)                 | 43 (7e)                 | 55 (4e)                 | 40 (8e)                 | 55 (4e)                 | 55 (4e)                 | 368             |
| 4e    | Akiyo Noguchi     | 55 (4e)                 | 12 (20e)                | 80 (2e)                 | 65 (3e)                 | 47 (6e)                 | 40 (8e)                 | 65 (3e)                 | 352             |
| 5e    | Monika Retschy    | 5 (25e)                 | 40 (8e)                 | 47 (6e)                 | 80 (2e)                 | 28 (12e)                | 34 (10e)                | 7 (24e)                 | 236             |
| 6e    | Fanny Gibert      | 43 (7e)                 | 51 (5e)                 | 37 (9e)                 | 40 (8e)                 | 9 (21e)                 | -                       | 43 (7e)                 | 223             |
| 7e    | Megan Mascarenas  | 65 (3e)                 | -                       | -                       | -                       | 55 (4e)                 | 100 (1re)               | -                       | 220             |
| 8e    | Petra Klingler    | 34 (10e)                | 55 (4e)                 | 26 (13e)                | -                       | 25 (13e)                | 43 (7e)                 | 9 (21e)                 | 192             |
| 9e    | Clémentine Kaiser | 47 (6e)                 | 28 (12e)                | 31 (11e)                | 43 (7e)                 | 0 (35e)                 | -                       | 26 (13e)                | 175             |
| 9e    | Sol Sa            | 26 (13e)                | 15 (18e)                | 20 (16e)                | 51 (5e)                 | 43 (7e)                 | 16 (18e)                | -                       | 171             |
| 10e   | Leah Crane        | 29 (11e)                | 24 (14e)                | 18 (17e)                | 31 (11e)                | 22 (15e)                | 10 (21e)                | 40 (8e)                 | 164             |

| - Vainqueur - 2e place - 3e place | - Finaliste - Demi-finaliste - Classé, dans les points | - Classé, hors des points - Disqualifié (Dq.) - N'a pas participé ( - ) |

### Vitesse
| Place | Grimpeur                  | Étape de coupe du monde | Étape de coupe du monde | Étape de coupe du monde | Étape de coupe du monde | Étape de coupe du monde | Étape de coupe du monde | Étape de coupe du monde | Total de points |
| Place | Grimpeur                  | [ 29 ]                  | [ 30 ]                  | [ 31 ]                  | [ 32 ]                  | [ 33 ]                  | [ 34 ]                  | [ 35 ]                  | Total de points |
| ----- | ------------------------- | ----------------------- | ----------------------- | ----------------------- | ----------------------- | ----------------------- | ----------------------- | ----------------------- | --------------- |
| 1er   | Marcin Dzieński           | 55 (4e)                 | 65 (3e)                 | 100 (1er)               | 100 (1er)               | 100 (1er)               | 65 (3e)                 | 26 (13e)                | 485             |
| 2e    | Stanislav Kokorin         | 40 (8e)                 | 55 (4e)                 | 55 (4e)                 | 65 (3e)                 | 34 (10e)                | 51 (5e)                 | 100 (1er)               | 366             |
| 3e    | Danyil Boldyrev           | 65 (3e)                 | 47 (6e)                 | 16 (18e)                | 80 (2e)                 | 80 (2e)                 | 40 (8e)                 | 51 (5e)                 | 363             |
| 4e    | Bassa Mawem               | 47 (6e)                 | 51 (5e)                 | 22 (15e)                | 51 (5e)                 | 65 (3e)                 | 55 (4e)                 | 80 (2e)                 | 349             |
| 5e    | Reza Alipourshenazandifar | 43 (7e)                 | 100 (1er)               | 65 (3e)                 | 40 (8e)                 | -                       | 47 (6e)                 | 40 (8e)                 | 335             |
| 6e    | Libor Hroza               | 80 (2e)                 | 80 (2e)                 | 80 (2e)                 | 31 (11e)                | 51 (5e)                 | -                       | -                       | 322             |
| 7e    | Dmitrii Timofeev          | 100 (1er)               | 43 (7e)                 | 43 (7e)                 | 55 (4e)                 | -                       | -                       | -                       | 241             |
| 8e    | Leonardo Gontero          | 26 (13e)                | 34 (10e)                | 28 (12e)                | 26 (13e)                | 55 (4e)                 | 34 (10e)                | 37 (9e)                 | 214             |
| 9e    | Quentin Nambot            | -                       | -                       | 40 (8e)                 | 37 (9e)                 | 43 (7e)                 | 31 (11e)                | 43 (7e)                 | 194             |
| 10e   | Vladislav Deulin          | -                       | -                       | 24 (14e)                | 28 (12e)                | -                       | 80 (2e)                 | 55 (4e)                 | 187             |
| 10e   | Guillaume Moro            | -                       | -                       | 10 (21e)                | 47 (6e)                 | 40 (8e)                 | 43 (7e)                 | 47 (6e)                 | 187             |

| - Vainqueur - 2e place - 3e place | - Finaliste - Demi-finaliste - Classé, dans les points | - Classé, hors des points - Disqualifié (Dq.) - N'a pas participé ( - ) |

| Place | Grimpeur             | Étape de coupe du monde | Étape de coupe du monde | Étape de coupe du monde | Étape de coupe du monde | Étape de coupe du monde | Étape de coupe du monde | Étape de coupe du monde | Total de points |
| Place | Grimpeur             | [ 36 ]                  | [ 37 ]                  | [ 38 ]                  | [ 39 ]                  | [ 40 ]                  | [ 41 ]                  | [ 42 ]                  | Total de points |
| ----- | -------------------- | ----------------------- | ----------------------- | ----------------------- | ----------------------- | ----------------------- | ----------------------- | ----------------------- | --------------- |
| 1re   | Iuliia Kaplina       | 100 (1re)               | 100 (1re)               | 6 (25e)                 | 80 (2e)                 | 80 (2e)                 | 80 (2e)                 | 80 (2e)                 | 520             |
| 2e    | Anouck Jaubert       | 51 (5e)                 | 40 (8e)                 | 100 (1re)               | 100 (1re)               | 100 (1re)               | 100 (1re)               | 55 (4e)                 | 506             |
| 3e    | Klaudia Buczek       | 80 (2e)                 | 43 (7e)                 | 55 (4e)                 | 31 (11e)                | 65 (3e)                 | 55 (4e)                 | 100 (1er)               | 398             |
| 4e    | Aleksandra Rudzinska | 65 (3e)                 | 55 (4e)                 | 80 (2e)                 | 20 (16e)                | 55 (4e)                 | 65 (3e)                 | 47 (6e)                 | 367             |
| 5e    | Anna Tsyganova       | 40 (8e)                 | 65 (3e)                 | 65 (3e)                 | 40 (8e)                 | -                       | 22 (15e)                | 65 (3e)                 | 297             |
| 6e    | Aurélia Sarisson     | 37 (9e)                 | 47 (6e)                 | 22 (15e)                | 51 (5e)                 | 51 (5e)                 | 40 (8e)                 | 40 (8e)                 | 266             |
| 7e    | Alla Marenych        | 43 (7e)                 | 80 (2e)                 | 28 (12e)                | 16 (18e)                | 37 (9e)                 | 43 (7e)                 | 20 (16e)                | 251             |
| 8e    | Anna Brozek          | 24 (14e)                | 24 (14e)                | 34 (10e)                | 55 (4e)                 | 47 (6e)                 | 51 (5e)                 | 37 (9e)                 | 248             |
| 9e    | Edyta Ropek          | 47 (6e)                 | -                       | 51 (5e)                 | 43 (7e)                 | 24 (14e)                | 24 (14e)                | 34 (10e)                | 223             |
| 10e   | Nina Lach            | 34 (10e)                | 37 (9e)                 | 40 (8e)                 | 26 (13e)                | 34 (10e)                | 28 (12e)                | 26 (13e)                | 199             |

| - Vainqueur - 2e place - 3e place | - Finaliste - Demi-finaliste - Classé, dans les points | - Classé, hors des points - Disqualifié (Dq.) - N'a pas participé ( - ) |

## Autres compétitions mondiales de la saison

### Championnats du monde d'escalade 2016

#### Difficulté

##### Hommes
| Étapes       | Lieu           | Or             | Argent         | Bronze         |
| ------------ | -------------- | -------------- | -------------- | -------------- |
| 14 septembre | Paris (France) | Adam Ondra (2) | Jakob Schubert | Gautier Supper |

##### Femmes
| Étapes       | Lieu           | Or             | Argent         | Bronze        |
| ------------ | -------------- | -------------- | -------------- | ------------- |
| 14 septembre | Paris (France) | Janja Garnbret | Anak Verhoeven | Mina Markovič |

#### Bloc

##### Hommes
| Étapes       | Lieu           | Or             | Argent     | Bronze       |
| ------------ | -------------- | -------------- | ---------- | ------------ |
| 14 septembre | Paris (France) | Tomoa Narasaki | Adam Ondra | Manuel Cornu |

##### Femmes
| Étapes       | Lieu           | Or             | Argent      | Bronze        |
| ------------ | -------------- | -------------- | ----------- | ------------- |
| 14 septembre | Paris (France) | Petra Klingler | Miho Nonaka | Akiyo Noguchi |

#### Vitesse

##### Hommes
| Étapes       | Lieu           | Or              | Argent                    | Bronze           |
| ------------ | -------------- | --------------- | ------------------------- | ---------------- |
| 14 septembre | Paris (France) | Marcin Dzieński | Reza Alipourshenazandifar | Aleksandr Shikov |

##### Femmes
| Étapes       | Lieu           | Or             | Argent         | Bronze         |
| ------------ | -------------- | -------------- | -------------- | -------------- |
| 14 septembre | Paris (France) | Anna Tsyganova | Anouck Jaubert | Iuliia Kaplina |

#### Combiné

##### Hommes
| Étapes       | Lieu           | Or              | Argent       | Bronze           |
| ------------ | -------------- | --------------- | ------------ | ---------------- |
| 14 septembre | Paris (France) | Sean McColl (3) | Manuel Cornu | David Firnenburg |

##### Femmes
| Étapes       | Lieu           | Or                | Argent           | Bronze          |
| ------------ | -------------- | ----------------- | ---------------- | --------------- |
| 14 septembre | Paris (France) | Elena Krasovskaia | Claire Buhrfeind | Charlotte Durif |